# Champsevraine
Champsevraine est une commune française, située dans le département de la Haute-Marne en région Grand Est.

## Géographie
| Torcenay                 | Chaudenay       | Rougeux                      |
| Les Loges                | Champsevraine   | Fayl-Billot Poinson-lès-Fayl |
| Rivières-le-Bois Grenant | Belmont Saulles | Genevrières                  |

### Hydrographie
La commune est dans le bassin versant de la Saône au sein du bassin Rhône-Méditerranée-Corse. Elle est drainée par le Salon, le ruisseau du Fayl, le ruisseau de Champ Séveraine, le ruisseau des Fourneaux, le Runeau, le Vaugiot, le ru de Changey, le ruisseau de Caubry, le ruisseau de la Peute Roye, le ruisseau de Volavril, le ruisseau des Petits Crots et le ruisseau des Pierres.
Le Salon, d'une longueur de 72 km, prend sa source dans la commune de Culmont et se jette  dans la Saône à Autet, après avoir traversé 17 communes.

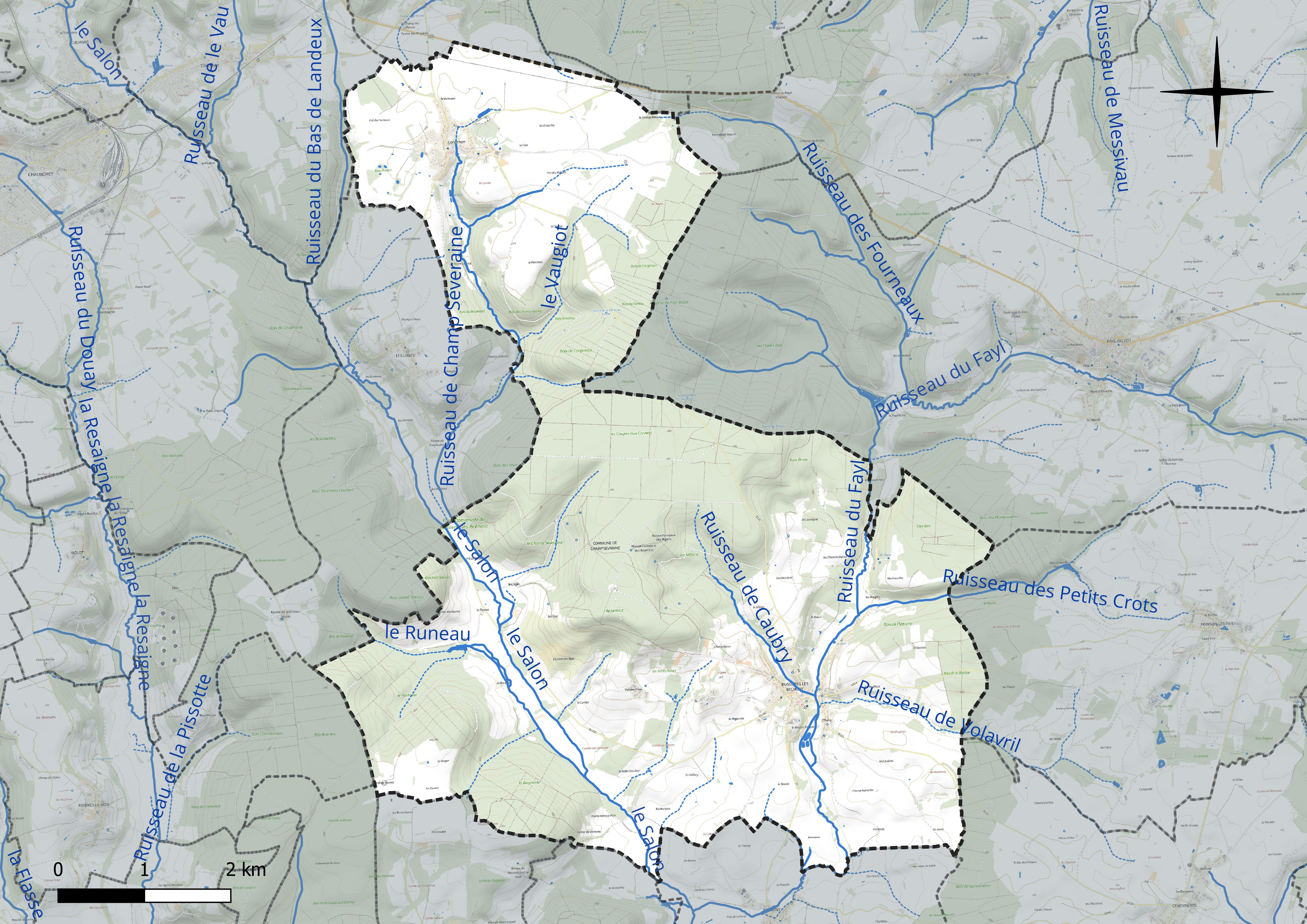
Réseau hydrographique de Champsevraine.

Le ruisseau du Fayl, d'une longueur de 15 km, prend sa source dans la commune de Fayl-Billot et se jette  dans le Salon à Belmont, après avoir traversé trois communes.

### Climat
Pour des articles plus généraux, voir Climat du Grand Est et Climat de la Haute-Marne.
En 2010, le climat de la commune est de type climat des marges montargnardes, selon une étude du Centre national de la recherche scientifique s'appuyant sur une série de données couvrant la période 1971-2000. En 2020, Météo-France publie une typologie des climats de la France métropolitaine dans laquelle la commune est exposée à un climat océanique altéré et est dans la région climatique  Lorraine, plateau de Langres, Morvan, caractérisée par un hiver rude (1,5 °C), des vents modérés et des brouillards fréquents en automne et hiver.
Pour la période 1971-2000, la température annuelle moyenne est de 10 °C, avec une amplitude thermique annuelle de 17,3 °C. Le cumul annuel moyen de précipitations est de 890 mm, avec 12,5 jours de précipitations en janvier et 8,9 jours en juillet. Pour la période 1991-2020, la température moyenne annuelle observée sur la station météorologique de Météo-France la plus proche, « Fayl-Billot_sapc », sur la commune de Fayl-Billot à 6 km à vol d'oiseau, est de 10,5 °C et le cumul annuel moyen de précipitations est de 995,6 mm. 
La température maximale relevée sur cette station est de 38,5 °C, atteinte le 25 juillet 2019 ; la température minimale est de −16,1 °C, atteinte le 24 décembre 2001,,.
Les paramètres climatiques de la commune ont été estimés pour le milieu du siècle (2041-2070) selon différents scénarios d'émission de gaz à effet de serre à partir des nouvelles projections climatiques de référence DRIAS-2020. Ils sont consultables sur un site dédié publié par Météo-France en novembre 2022.

## Urbanisme

### Typologie
Au 1er janvier 2024, Champsevraine est catégorisée commune rurale à habitat dispersé, selon la nouvelle grille communale de densité à sept niveaux définie par l'Insee en 2022.
Elle est située hors unité urbaine. Par ailleurs la commune fait partie de l'aire d'attraction de Langres, dont elle est une commune de la couronne,. Cette aire, qui regroupe 77 communes, est catégorisée dans les aires de moins de 50 000 habitants,.

### Occupation des sols
L'occupation des sols de la commune, telle qu'elle ressort de la base de données européenne d’occupation biophysique des sols Corine Land Cover (CLC), est marquée par l'importance des territoires agricoles (53 % en 2018), une proportion sensiblement équivalente à celle de 1990 (53,5 %). La répartition détaillée en 2018 est la suivante : 
forêts (44,8 %), prairies (39,1 %), terres arables (12 %), zones urbanisées (2,2 %), zones agricoles hétérogènes (1,9 %). L'évolution de l’occupation des sols de la commune et de ses infrastructures peut être observée sur les différentes représentations cartographiques du territoire : la carte de Cassini (XVIIIe siècle), la carte d'état-major (1820-1866) et les cartes ou photos aériennes de l'IGN pour la période actuelle (1950 à aujourd'hui).

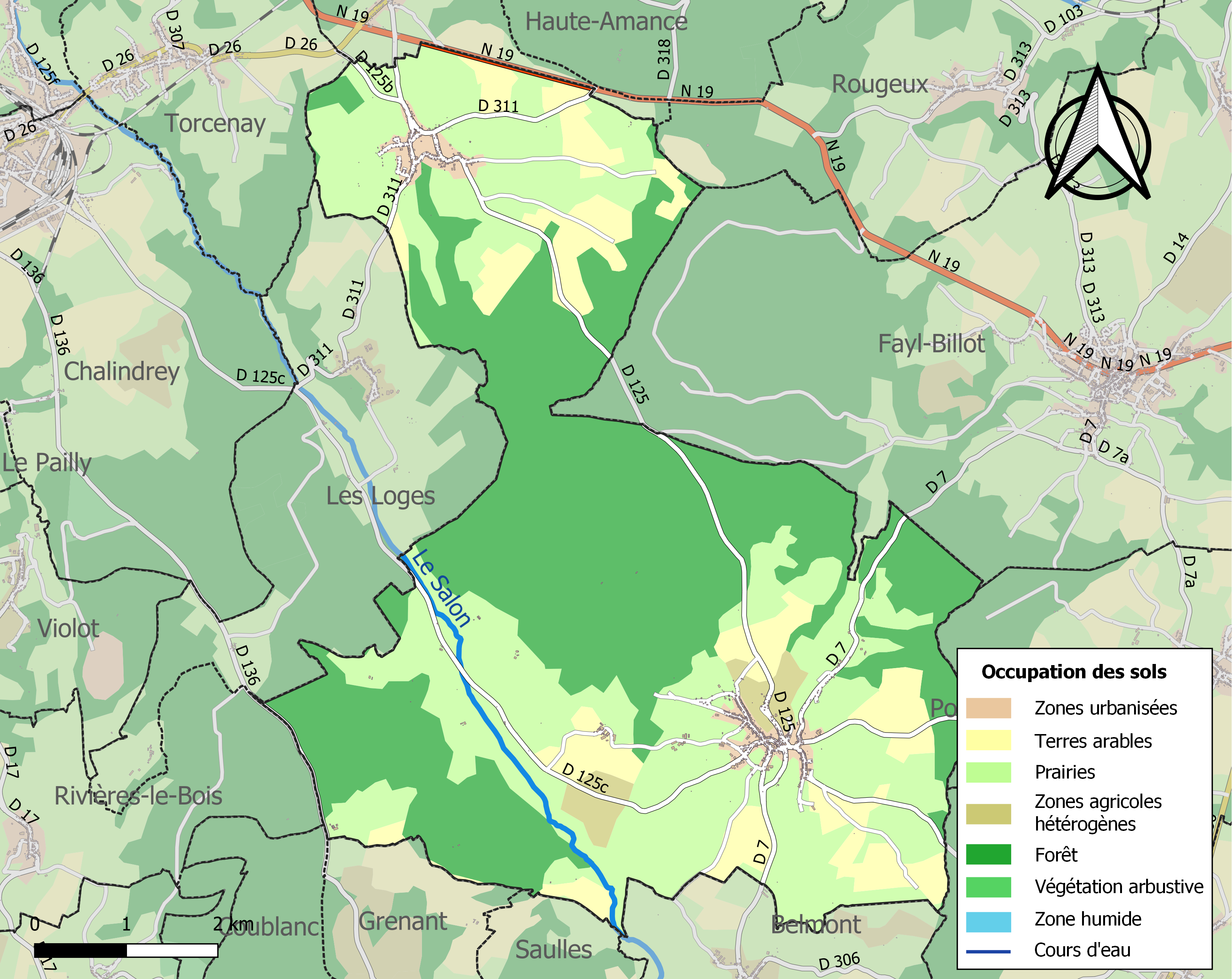
Carte des infrastructures et de l'occupation des sols de la commune en 2018 (CLC).

## Toponymie
Désignation d'un regroupement de communes un par arrêté préfectoral du 25.09.72 sous le nom d'un Bois, ou d'un château détruit entre la commune de Bussières-et-Belmont ou Les Loges et Corgirnon.

Champsevraine est le nom d'un lieu-dit qui était situé à égale distance entre Bussières-lès-Belmont et Corgirnon.
Champsevraine est attesté sous les formes Cancervina (1147) ; Chan-Cevreine (1769) ; Sansevrenne (XVIIIe siècle) ; Sansseverine (1858) ; Bois Champsevraine (XIXe siècle) ; Corvée de Champ Sevrenne (XIXe siècle).

## Histoire
Avant 1831, la commune est nommée Bussières-et-Belmont. En 1831 : Bussières-et-Belmont cède Belmont (52043) et est renommée Bussières-lès-Belmont. 01/10/1972 : Bussières-lès-Belmont (52083) et Corgirnon (52143) fusionnent dans Champsevraine (52083).

## Politique et administration

### Communes associées
À la suite de la loi Marcellin, Bussières-lès-Belmont et Corgirnon se sont associées en 1972 pour devenir la commune de Champsevraine.
Champsevraine est le nom d'un lieu-dit qui était situé à égale distance entre Bussières-lès-Belmont et Corgirnon.
La mairie de Champsevraine est située à Bussières-lès-Belmont.
Ces deux villages ont un conseil municipal commun. Il y a un maire adjoint à Corgirnon qui ne gère que les affaires courantes du village.

### Liste des maires
| Période                                  | Période  | Identité       | Étiquette | Qualité |
| ---------------------------------------- | -------- | -------------- | --------- | ------- |
| Les données manquantes sont à compléter. |          |                |           |         |
| mars 2001                                | En cours | Bernard Frison |           |         |

## Population et société

### Démographie
L'évolution du nombre d'habitants est connue à travers les recensements de la population effectués dans la commune depuis 1793. Pour les communes de moins de 10 000 habitants, une enquête de recensement portant sur toute la population est réalisée tous les cinq ans, les populations de référence des années intermédiaires étant quant à elles estimées par interpolation ou extrapolation. Pour la commune, le premier recensement exhaustif entrant dans le cadre du nouveau dispositif a été réalisé en 2005.

En 2022, la commune comptait 721 habitants, en évolution de −1,64 % par rapport à 2016 (Haute-Marne : −4,62 %, France hors Mayotte : +2,11 %).
| 1793  | 1800  | 1806  | 1821  | 1831  | 1836  | 1841  | 1846  | 1851  |
| ----- | ----- | ----- | ----- | ----- | ----- | ----- | ----- | ----- |
| 1 520 | 1 764 | 1 829 | 1 827 | 1 829 | 1 507 | 1 522 | 1 550 | 1 535 |

| 1856  | 1861  | 1866  | 1872  | 1876  | 1881  | 1886  | 1891  | 1896  |
| ----- | ----- | ----- | ----- | ----- | ----- | ----- | ----- | ----- |
| 1 375 | 1 477 | 1 457 | 1 391 | 1 462 | 1 373 | 1 350 | 1 373 | 1 367 |

| 1901  | 1906  | 1911  | 1921  | 1926  | 1931  | 1936 | 1946 | 1954 |
| ----- | ----- | ----- | ----- | ----- | ----- | ---- | ---- | ---- |
| 1 354 | 1 291 | 1 268 | 1 044 | 1 040 | 1 003 | 981  | 912  | 855  |

| 1962 | 1968 | 1975  | 1982  | 1990 | 1999 | 2005 | 2006 | 2010 |
| ---- | ---- | ----- | ----- | ---- | ---- | ---- | ---- | ---- |
| 857  | 772  | 1 007 | 1 004 | 953  | 902  | 879  | 876  | 806  |

| 2015 | 2020 | 2022 | - | - | - | - | - | - |
| ---- | ---- | ---- | - | - | - | - | - | - |
| 737  | 738  | 721  | - | - | - | - | - | - |

## Économie
- Exploitations agricoles.
- Exploitations forestières.
- Osiériculture (culture de l'Osier)
- Artisans vanniers.
- Carrière et gisement de granit.
- Bureau Poste à Bussières-lès-Belmont.
- Supérette à Bussières-les-Belmont.
- Aire de camping-car à Corgirnon.
- Hébergements touristiques (gîtes, chambres d'hôtes).

## Culture locale et patrimoine

### Lieux et monuments

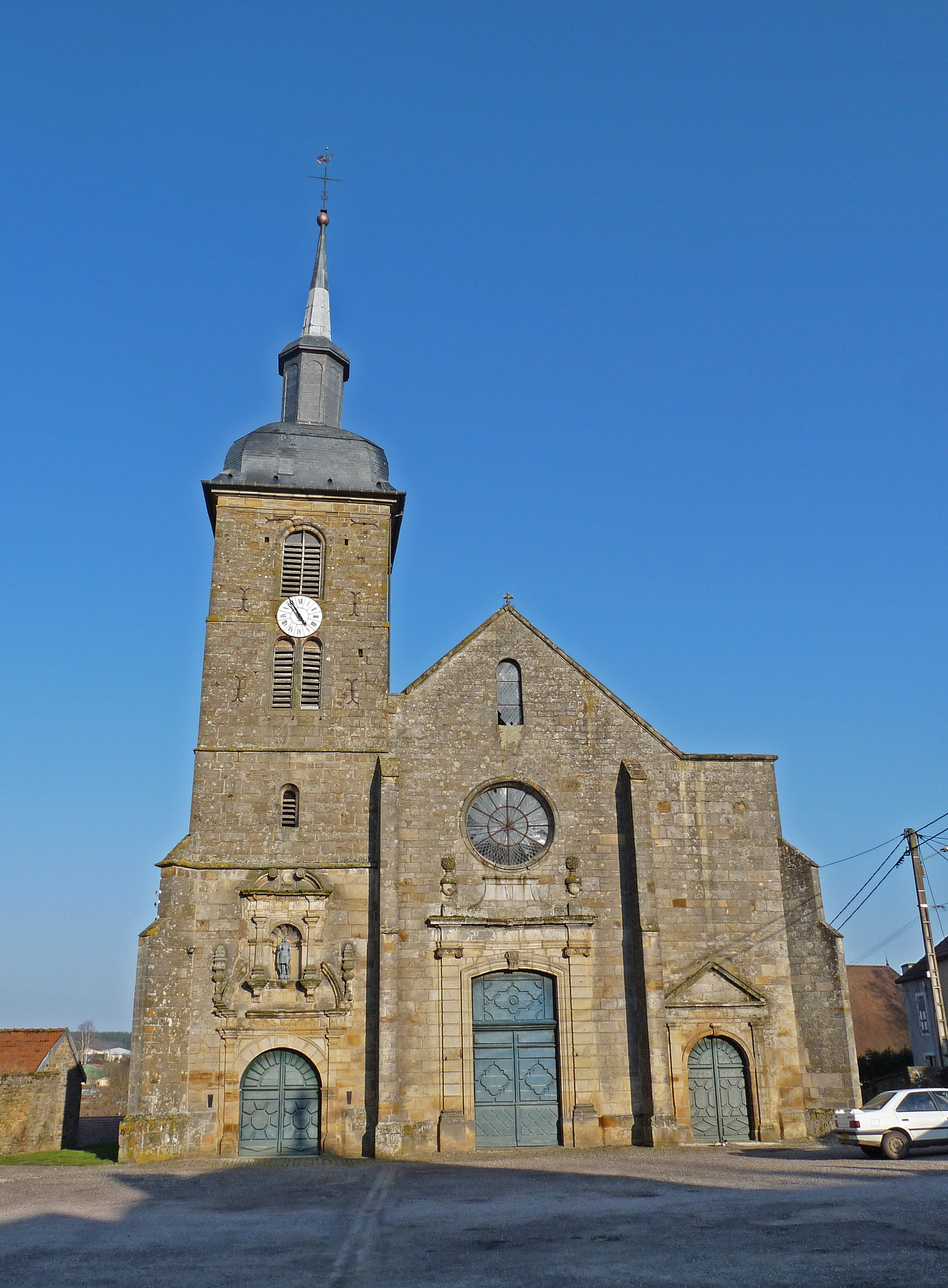
L'église de Bussières.

- L'église Saint-Maurice, du XVIIe siècle pour les parties les plus anciennes[21], inscrite  au titre des monuments historiques[22],[23].
- à la belle saison : Tour Eiffel de 7 mètres de haut, en osier sur structure métal sur la place de Bussières-lès-Belmont.
- Aire de jeux pour enfants et coin pique-nique en bord de ruisseau créés en 2024.

### Personnalités liées à la commune
- Le père Lacordaire a habité à Bussières-lès-Belmont.